# Baberton
Baberton è un sobborgo di Edimburgo, capitale della Scozia ed è situato a sud-ovest dell'Edinburgh City Bypass. Nelle vicinanze si trova il villaggio di Juniper Green. Baberton dista 20 minuti a piedi dalle Pentland Hills.
La maggior parte di Baberton comprende case popolari, costruite negli anni sessanta da George Wimpey. Il quartiere venne infatti concepito come un quartiere dormitorio, in cui la maggior parte degli abitanti lavoravano nel centro della città; tuttavia, con l'espansione del quartiere, molti preferirono lavorare in località più vicine, come Livingston e nel Fife.
Quando fu costruito, venne scherzosamente chiamato "Spam Valley", data l'abitudine dei residenti di utilizzare gran parte dei loro salari per comprarvi una casa.